# Allisoniella subbipartita
Allisoniella subbipartita là một loài rêu tản trong họ Cephaloziellaceae. Loài này được (C. Massal.) R.M. Schust. & J.J. Engel miêu tả khoa học lần đầu tiên năm 1972.